# 松下哲
松下 哲（まつした あきら、1972年 1月6日  - ）は、日本の俳優 、声優 。
ヘリンボーン所属。身長170cm。体重61kg。
趣味・特技は水泳 、バレーボール 、IT全般、殺陣 、ダンス 。
大阪府 大阪市 出身。舞台に興味をもったきっかけは大阪府立北野高等学校時代に劇団☆新感線の深夜番組を見たこと。東京大学工学部 電子工学科卒業。東京大学の学生劇団シアターレベルフォー、劇団「走れ！ばばあの群れ」、JUMBOシアターを経て、2001年に勤務先のメーカーを辞めて俳優に専念する。

## 出演

### テレビドラマ
- はんなり菊太郎2〜京・公事宿事件帳〜 第3話（2004年） - 清助 役
- 相棒
  - season3 第18話 「大統領の陰謀」（2005年3月16日）- 刑事 役
  - season12 第3話 「原因菌」（2013年10月30日）- 橋爪（アプリティーボお台場店店長） 役
  - season15 第8話 「100%の女」（2016年11月30日）- 中嶋祐介（外務省欧州第一局員） 役
- ファイト 第8・13話（2005年）
- 慶次郎縁側日記 第2シリーズ 第6話（2005年） - 福松 役
- ミラクルタイプドラマスペシャル 占われる女 （2006年）
- 功名が辻 第24・30話（2006年） - 細川家家臣 役
- JIN-仁- 第4・6話（2009年）
- まいど238号（2010年）
- 江〜姫たちの戦国〜 （2011年） - 豊臣家臣 役
- 新選組血風録 第1 - 6話（2011年） - 山南敬助 役
- ストロベリーナイト 第2話・第3話（2012年）
- 東野圭吾ミステリーズ 第8話（2012年）
- パーフェクト・ブルー 第7話（2012年）
- 島の先生 第1話（2013年）
- 仮面ライダー鎧武/ガイム （2013年） - 戒斗の父 役
- 牙狼-GARO- 〜闇を照らす者〜 第18話（2013年）
- 芙蓉の人〜富士山頂の妻 （2014年） - 井岡武夫 役
- 婚活刑事 第1話（2015年）
- 吉原裏同心〜新春吉原の大火〜 （2016年）
- 銭形警部 真紅の捜査ファイル 第3話 (2017年)
- いだてん〜東京オリムピック噺〜 第33・36話 (2019年)

### 映画
- 戦国自衛隊1549 （2005年） - 大崎二曹 役
- 蘇生 （2015年）
- 空母いぶき (2019年) - いそかぜ 航海長 役

### 短編映画
- 花と修羅 (2022年) - 三宅 役

### オリジナルビデオ
- 鎧武/ガイム外伝 仮面ライダーバロン （2015年） - 戒斗の父 役

### 舞台
- 贋作・桜の森の満開の下 （2001年） - 鬼、クニの人 役
- 『タイマー』～もしもし、21世紀はラヴ&ピースですか?～ (2008年)

### テレビアニメ
- 蟲師 続章 第9話（2014年） - 豊一 役